# Nobilis
Nobilis è un gioco di ruolo fantasy moderno creato da Rebecca Sean Borgstrom nel quale i personaggi interpretati dai giocatori sono "Poteri Sovrani" detti Nobilis ("Nobile"); ognuno di esso è la personificazione di un concetto astratto o di una classe di cose, come il tempo, la morte, le auto o la comunicazione. Diversamente da altri giochi di ruolo, Nobilis non utilizza dadi o altri metodi casuali per determinare il successo o il fallimento delle azioni dei personaggi, ma utilizza invece un metodo basato sul karma. (Vedi Teoria GNS)

## Ambientazione
Nobilis è basato su molte fonti, incluso il Cristianesimo e la mitologia norrena, ma aggiunge dettagli unici alla sua ambientazione. Sebbene il mondo di ogni giorno paia molto simile al nostro, in realtà è solo la Prosaic Earth ("Terra prosaica"), una bugia che il mondo racconta a se stesso nel tentativo disperato di spiegare la sofferenza e un'illusione razionalizzata che nasconde la vera realtà, la cui conoscenza farebbe precipitare la maggior parte dei mortali nella pazzia: la Mythic Earth ("Terra mitica"), un mondo animistico dove ogni cosa ha un suo proprio spirito senziente. Nel Mito la Terra è in realtà piatta ed è sospesa da qualche parte nella vasta chioma di Yggdrasill, l'"albero-mondo". Innumerevoli mondi punteggiano i rami di Yggdrasil, ma sopra a tutti c'è il Paradiso inaccessibile a tutti tranne che agli angeli (solo un'anima umana su un miliardo viene accettata) ed è la sorgente di tutta la bellezza. Al di sotto della terra, tra le radici di Yggdrasil, c'è l'Inferno, fonte di tutta la corruzione. Intorno a Yggdrasil, eccetto che al di sopra del paradiso dove si apre alle stelle, c'è una cortina mistica impenetrabile di fiamme blu conosciute come Weirding Wall.
Ogni classe di oggetti e ogni concetto è rappresentato da un essere dai poteri divini detto "Imperatore". Ogni Imperatore può governare da uno a numerosi "Domini" e ha un controllo illimitato su di essi. Gli Imperatori sono impegnati in una lotta mortale, detta Valde Bellum contro gli Excrucian ("Eradicatori, distruttori"), esseri terribili provenienti dall'esterno del Weirding Wall che desiderano distruggere l'umanità. Questa guerra tiene occupati gli Imperatori nel mondo degli spiriti, quindi per poter gestire i loro affari sulla Terra e negli altri mondi investono una scheggia della loro anima in un essere umano (o occasionalmente in un animale o oggetto), creando un "Nobile". Ogni Nobile rappresenta uno dei domini di un Imperatore; il gruppo di Nobili che questo forma, detto Familia Caelestis, è generalmente fedele sia al proprio Imperatore che ai suoi membri.
L'imperatore Lord Entropy soprassiede alle azioni dei Nobili e fa rispettare il Code Fidelitatis, le cinque leggi stabilite per loro nella sua Locust Court. La principale, più famigerata e più spesso infranta è la Windflower Law secondo la quale a nessun Nobile è permesso di amare un altro essere. Ironicamente i Nobili possono trasformare altri esseri umani in "Ancore", di cui possono controllare ogni azione, ma per poterlo fare devono prima amare o odiare quella persona.
Per proteggere le loro forme fisiche dalle devastazioni del Valde Bellum, gli Imperatori prendono una parte della realtà e la suddividono in un mondo unico, autocontenuto che può assumere una qualunque forma. Questo mondo, detto Chancel ("Feudo"), ospita sia i loro corpi fisici che il loro riflesso spirituale. Similmente al mito del Re Pescatore, se l'Imperatore muore con lui muore anche il suo Feudo.
I fiori hanno grande importanza per i Nobili e i loro Imperatori, i fiori terrestri sono un riflesso delle loro controparti celestiali e ognuna ha un significato. Per esempio, nel mondo di Nobilis il master viene detto Alcea rosea, dato che l'alcea rosea rappresenta la vanità e l'ambizione. Questo poiché secondo nella storia del gioco, gli angeli, quando crearono la Realtà, usarono i fiori come strumento per controllare e ridirigere l'urto dei loro poteri. Ogni Nobile e Imperatore è rappresentato da un fiore e i fiori sono spesso usati nei loro riti magici.

## Sistema di gioco
Diversamente dalla maggior parte dei giochi di ruolo Nobilis non usa elementi casuali per determinare il risultato delle azioni dei personaggi. Invece usa un sistema di gestione delle risorse, i giocatori possono spendere Miracle Point ("punti miracolo") per riuscire in certe azioni, ma in caso contrario raramente falliscono in quanto intendono fare. Invece di concentrarsi sulla riuscita o meno del personaggio, vengono enfatizzate le conseguenze di queste azioni. Poiché il combattimento tra Nobili esaurisce rapidamente i punti miracolo e un Nobile può sconfiggere con facilità anche folle di esseri umani, viene enfatizzato il gioco di ruolo sociale rispetto al combattimento. Sebbene possa sembrare che i personaggi possiedano poteri illimitati, in realtà devono considerare sia il risultato di ogni azione, sia i Poteri o Imperatori che possono offendere nel compiere quell'azione.
Ogni personaggio ha 4 attributi: Aspect, che controlla la sua capacità di compiere atti mentali e fisici sovrumani, Domain che copre i suoi poteri nella sua estate, Realm che determina quanto potere ha nel suo Feudo e Spirit che descrive il suo potere magico. Lo Spirit crea l'Auctoritas, uno scudo che lo protegge dai miracoli di altri poteri. Lo Spirit di un personaggio determina quante Ancore può controllare. Ogni attributo ha un certo numero di punti miracolo associati ad esso.
Il sistema di creazione del personaggio dà ai giocatori un controllo inusuale sull'ambientazione. Oltre a creare il proprio personaggio con un notevole grado di personalizzazione, ogni giocatore può creare il proprio Imperatore e Feudo. I giocatori ricevono un numero di punti da investire nel Feudo pari a quelli spesi sul Dominio del personaggio, possono usarli per comprare attributi speciali per il Feudo, come tecnologie speciali o abitanti magici. Non ricevono alcun punto per i loro Imperatori, quindi devono scegliere un drawback ("svantaggio") per ogni attributo speciale che desiderino che il loro Imperatore possieda. Ogni Nobile ha un'Affiliazione, un codice morale che seguono per ottenere punti miracolo, così come difetti detti "Limiti" e "Restrizioni" che in maniera simile alle affiliazioni permettono di recuperare punti miracolo quando diventano un problema per il personaggio.

## Storia editoriale
La prima edizione è stata stampata on demand dalla Pharos Press nel 1999. Nel 2002 la Hogshead Publishing stampò la seconda edizione. Quando la Hogshead Publishing chiuse nel 2003, i diritti tornarono alla Borgstrom, che si accordò con la Guardians of Order per pubblicare la seconda edizione.
La seconda edizione, detta Great White Book ("Grande libro bianco") dai fan, fu stampata nel formato coffee table book completo di nastro segnalibro. Furono commissionate illustrazioni in bianco e nero a piena pagina e i brevissimi racconti della Borgstrom, ambientati nell'ambientazione del gioco, ne riempiono i larghi margini. Questa edizione vinse l'Origins Award per la Best Graphic Presentation Book Format Product 2002 e il Diana Jones Award per Excellence in Gaming. Venne pubblicato un singolo supplemento The Game of Powers, che fornisce regole per il gioco di ruolo dal vivo. Tentativi di pubblicare un secondo manuale dal titolo annunciato A Society of Flowers non ebbero successo.
La Guardians of Order cessò le operazioni nel 2006 annunciando che avrebbe cercato un altro editore per la pubblicazione dei propri giochi.

### Traduzioni
La seconda edizione di Nobilis è stata tradotta in francese nel 2002 dall'editore svizzero 2 dés sans faces, société coopérative. Curiosamente questa traduzione fu disponibile per la vendita prima dell'edizione originale inglese. Alla fine del 2002 venne pubblicato uno schermo per il master intitolato Perfidie, con incluso un piccolo libretto di errata e un'avventura.